# ETH Zürich

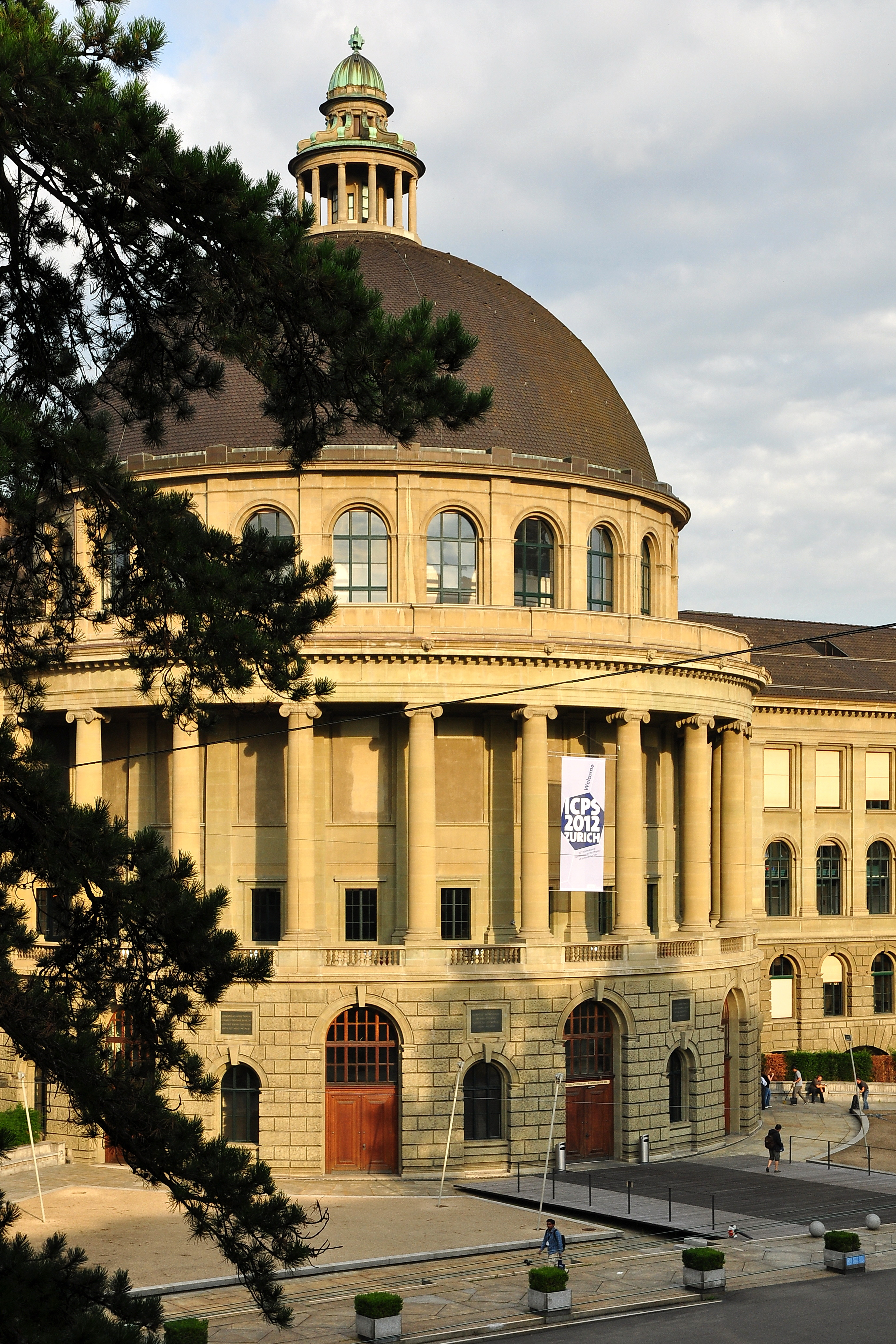
Hauptgebäude mit der charakteristischen Kuppel von Gustav Gull

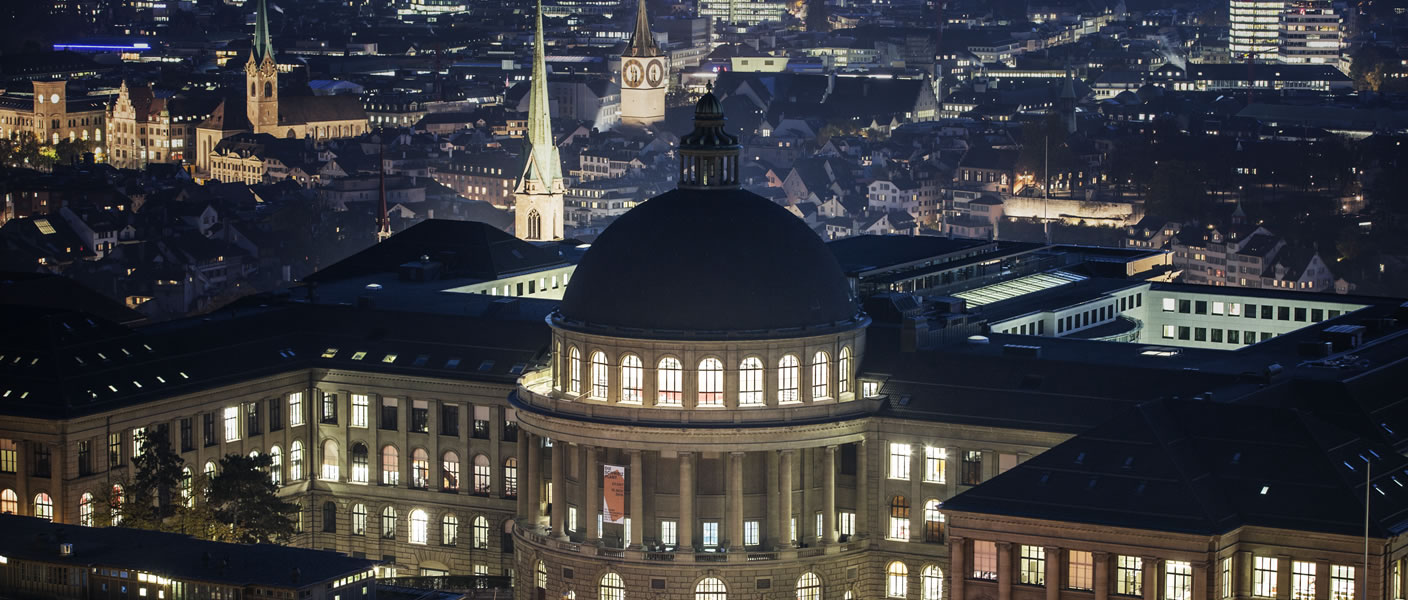
ETH Zürich bei Nacht

Die Eidgenössische Technische Hochschule Zürich, kurz ETH Zürich (französisch École polytechnique fédérale de Zurich, EPFZ, italienisch Politecnico federale di Zurigo, PF di Zurigo, rätoromanisch Scola politecnica federala Turitg, SPFT), ist eine Hochschule mit technisch-naturwissenschaftlichem Fokus in Zürich. Sie wurde 1855 als Eidgenössisches Polytechnikum gegründet.  Sie zählt zu den renommiertesten Universitäten weltweit und belegt regelmässig Spitzenplätze in Universitätsrankings.
Ihre Gebäude befinden sich an zwei Standorten: einer im Zentrum der Stadt Zürich am Fuss des Zürichbergs, der andere ausserhalb auf dem Hönggerberg. Es gibt 16 Departemente für die verschiedenen Fachrichtungen, die zahlreiche Studiengänge vom Bachelor über den Master bis zum Doktorat anbieten. Derzeit sind rund 23'000 Studierende und Doktorierende eingeschrieben. Die ETH Zürich beschäftigt über 11'000 Personen. Von den 565 Professuren, einschliesslich 114 Assistenzprofessuren, sind 103 (18,2 %) von Frauen besetzt. Mit der ETH assoziiert sind 22 Nobelpreisträger, darunter auch Albert Einstein. ETH-Präsident ist seit 2019 Joël Mesot, Rektor seit 2022 ist Günther Dissertori.
Wie ihre Schwesteruniversität, die École polytechnique fédérale de Lausanne (EPFL), ist die ETH Zürich gemeinsam mit vier weiteren Forschungsanstalten in den ETH-Bereich eingebunden. Die Universität ist somit anders als die meisten Schweizer Universitäten, wie beispielsweise der Universität Zürich, in der Hand des Bundes anstatt des Kantons. Die ETH unterhält Aussenstellen mitunter in Basel, als auch im internationalen Ausland in Singapur und Heilbronn.

## Geschichte

### Anfangsphase

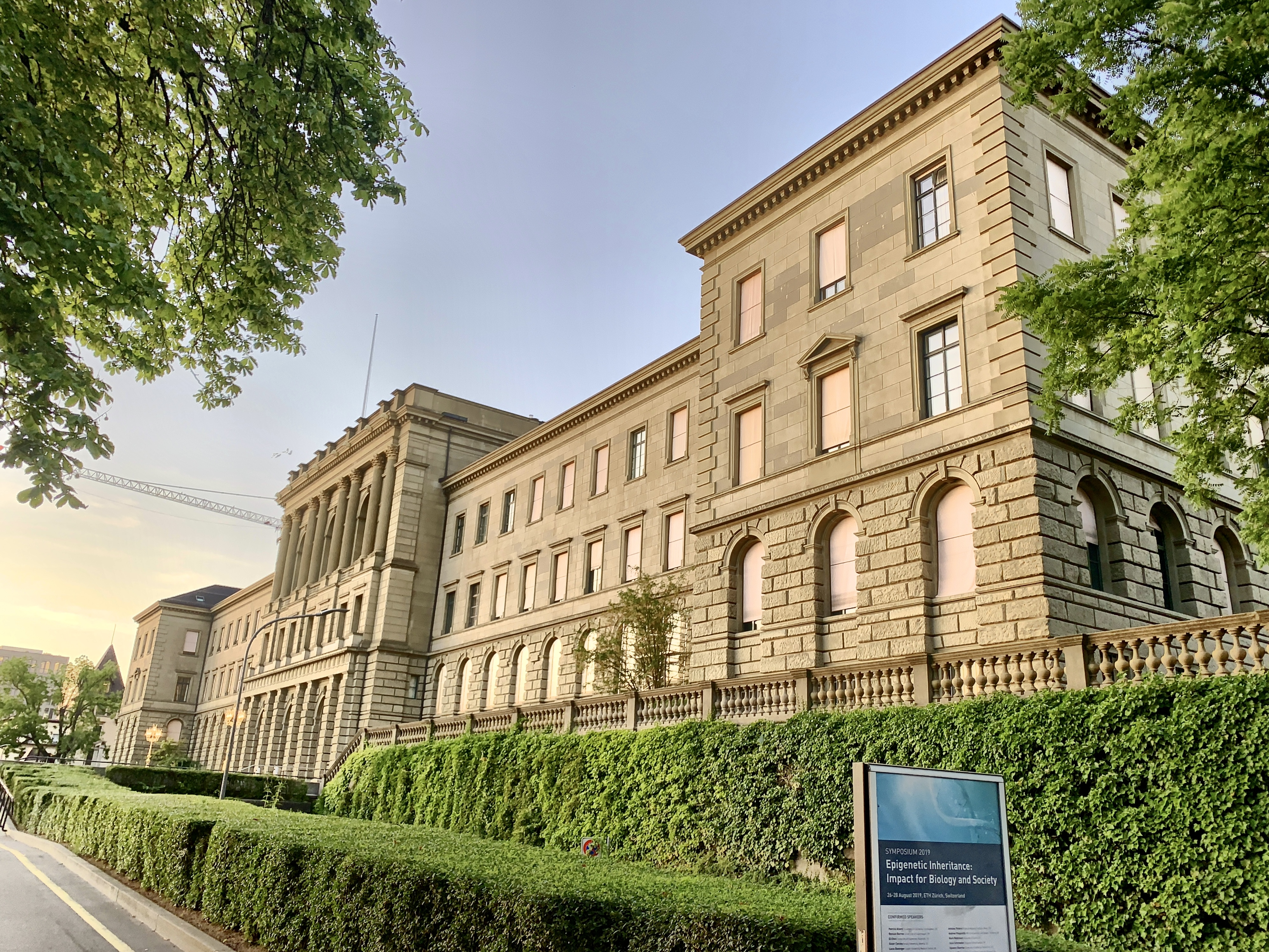
ETH Hauptgebäude von Sicht der Polyterrasse

Nach einer langen Debatte in dem noch jungen Bundesstaat Schweiz, ob neben den kantonalen Universitäten auch eine nationale, eidgenössische Hochschule zu gründen sei, wurde am 7. Februar 1854 das Gesetz über die eidgenössische polytechnische Schule in Verbindung mit einer Schule für das höhere Studium der exakten, politischen und humanistischen Wissenschaften im Aufbau und Zielsetzung auf der Grundlage der École polytechnique von Paris erlassen. Damit nahm die ETH als Eidgenössische polytechnische Schule am 16. Oktober 1855 in Zürich ihren Betrieb auf. Das Angebot auf rein technische Fächer beschränkt, da die katholischen, ländlichen Kantone, die eigene Hochschulen unterhielten, ein intellektuelles Monopol der protestantischen, städtischen Kantone verhindern wollten.
Die neue Bildungsstätte sollte ein eigenes Gebäude erhalten, und so schrieben die Stadt und der Kanton Zürich einen Architekturwettbewerb aus, an dem sich unter anderem die beiden Professoren Ferdinand Stadler und Gottfried Semper aus Zürich sowie der Badener Architekt Joseph Caspar Jeuch beteiligten. Der deutsche Architekt Semper, der u. a. auch die nach ihm benannte Dresdner Oper entwarf, gewann den Wettbewerb und durfte das Gebäude zwischen 1858 und 1864 nach seinen Plänen errichten. Im Südflügel des Gebäudes war anfänglich die bereits bestehende Zürcher Universität einquartiert. Seit 1871 können Agrarwissenschaften studiert werden. Die drei ersten Professoren wurden Adolf Kraemer (Betriebswirtschaft und Agrarökonomie), Anton Nowacki (Pflanzenbau und Pflanzenzüchtung) und Ernst Schulze (Agrikulturchemie und Bodenchemie).
Das Polytechnikum wuchs rasch, und jedes Jahrzehnt kam ein neues Gebäude dazu: 1886 das Chemiegebäude an der Universitätstrasse, von 1887 bis 1890 wurde an der Gloriastrasse 35 inmitten von Rebbergen das Physikgebäude gebaut (abgebrochen im Jahre 1974). Weitere Gebäude waren 1874 für die Forstwirtschaft erstellt worden, nördlich des Hauptgebäudes folgte 1900 das Maschinen-Labor und 1915 die Naturwissenschaft.
Als Folge der sogenannten Aussonderungsverträge 1905 und 1908 wurden die Gebäude der Zürcher Universität und der ETH 1914 voneinander getrennt. Nach dem Auszug der Universität baute der führende Architekt des Historismus in Zürich, Gustav Gull, zwischen 1915 und 1925 das Hauptgebäude von Semper um und veränderte die innere und äussere Gestalt des Gebäudes durchgreifend. Lediglich die gegen die Stadt weisende Südfassade blieb unverändert. Gegen die Rämistrasse wurde die Gestalt des Gebäudes durch eine neue Schaufassade und die charakteristische Kuppel ergänzt.
1908 erwarb das Polytechnikum das Recht, Doktortitel zu verleihen. 1911 wurde es nach einer längeren Reformdebatte in Eidgenössische Technische Hochschule umbenannt; informell blieb der Name «Poly» bis in die 1970er in Gebrauch. Gleichzeitig wurden die Studienpläne etwas gelockert und den Studierenden mehr Freiheiten gewährt.

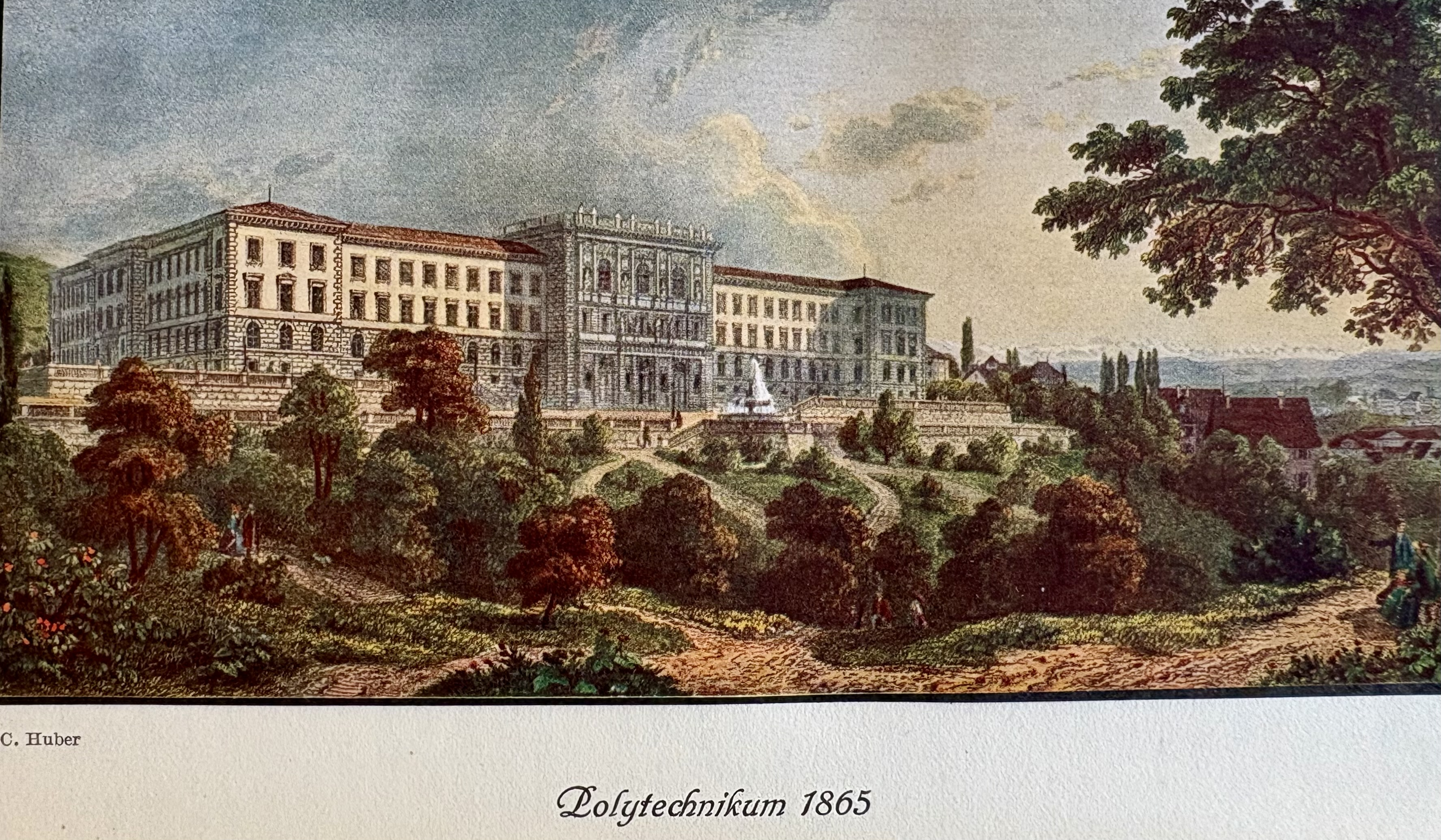
Polytechnikum 1865 mit der Fassade von Gottfried Semper
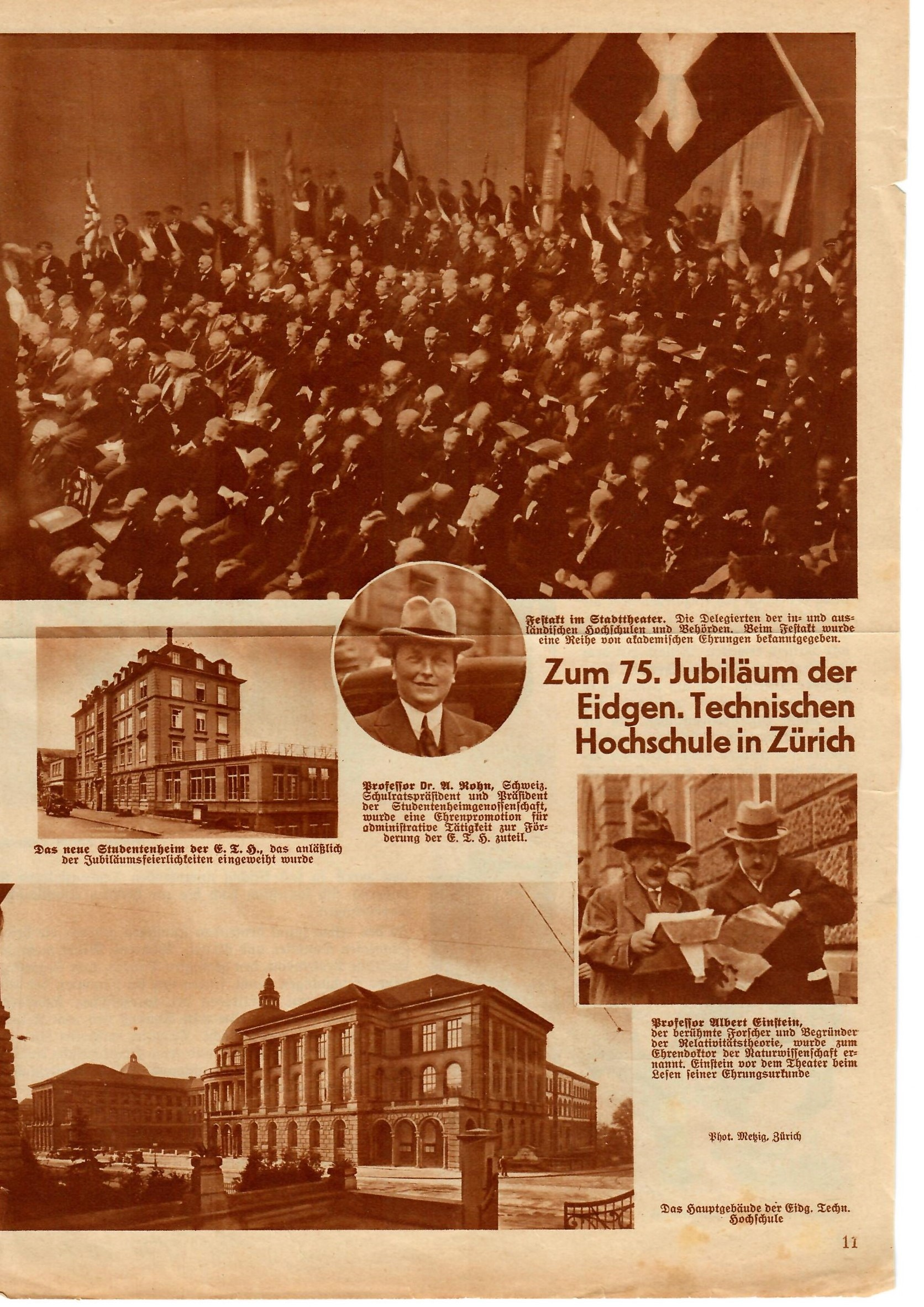
Ein Zeitungsartikel von 1930 in der Sammlung des Jüdischen Museums der Schweiz in Basel zeigt u. a. Albert Einstein beim 75. Jubiläum der ETH
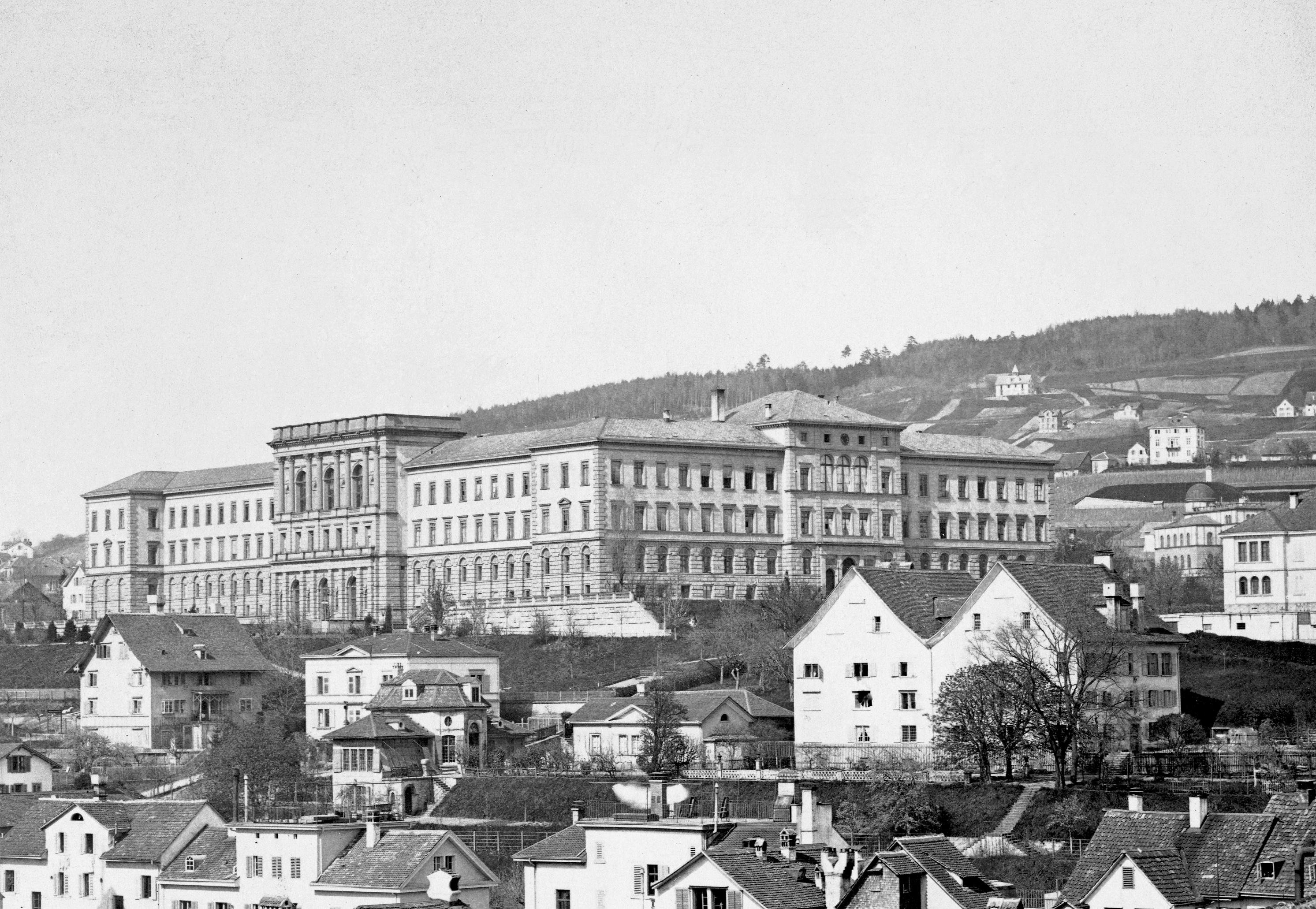
Ansicht des damaligen ETH- und Universitätsgebäudes um 1880, errichtet 1858–1864 durch Gottfried Semper, vor dem Beginn der Umbauten durch Gustav Gull 1915–1924

### Standort Hönggerberg

#### Entwicklung
Bereits in den 1950er Jahren wurde klar, dass das ETH-Zentrum zu wenig Raum zur Verfügung hat. Es mussten zahlreiche Gebäude in der Nachbarschaft dazugekauft und Wohnungen für Institute gemietet werden, jedoch konnte diese Strategie die Bedürfnisse der Hochschule nicht befriedigen. Die ETH beschloss deshalb 1957, einen zweiten Standort in Zürich zu suchen. Zur Diskussion standen Areale auf der Allmend Fluntern, am Irchel, auf dem Adlisberg und auf dem Hönggerberg. Nur letzteres stellte sich als geeignet heraus, und die Planung für den Hönggerberg begann 1959. Für das Projekt wurde der renommierte Architekt Albert Heinrich Steiner gewonnen. Ab den 1960er Jahren wurden dort zusätzliche Gebäude erstellt, und seit Beginn des 21. Jahrhunderts läuft das Ausbauprojekt Science City, in dessen Rahmen man unter anderem auch Studierendenwohnungen auf dem Campus am Hönggerberg erstellen will.
Die Umsetzung erfolgte rasch, und Ende der 70er wurde die erste Etappe mit den Bauten für Physik (HPH und HPP), Molekularbiologie (HPM, HPK…) und der Infrastruktur abgeschlossen. Nicht mehr unter der Leitung von Steiner und teilweise gegen seinen Willen erfolgte in einer zweiten Ausbauetappe (1972–1976) der Bau des Gebäudes für Architektur und Bauwissenschaften (HIL) unter den Architekten Max Ziegler und Erik Lanter. Die dritte Ausbauetappe wurde 1988 mit der Ausschreibung des Ideenwettbewerbs für den Richtplan eingeleitet; den Wettbewerb gewann der Architekt Ben Huser in der Weiterbearbeitung 1989. Nachdem die Architekten Mario Campi und Franco Pesina 1990 die Ausschreibung für die dritte Etappe (1996–2004) gewonnen hatten, wurde das Projekt von Steiner bis vor dem Bundesgericht bekämpft, seine Klage wurde 1994 abgewiesen. Damit war der Weg frei für das Gebäude der Abteilungen Chemie und Werkstoffe sowie Pharmazie und Mikrobiologie (HCI).
Der Standort Hönggerberg beheimatet folgende Departemente: Architektur (D-ARCH), Bau, Umwelt und Geomatik (D-BAUG), Chemie und Angewandte Biowissenschaften (D-CHAB), Physik (D-PHYS), Biologie (D-BIOL) sowie Materialwissenschaften (D-MATL).

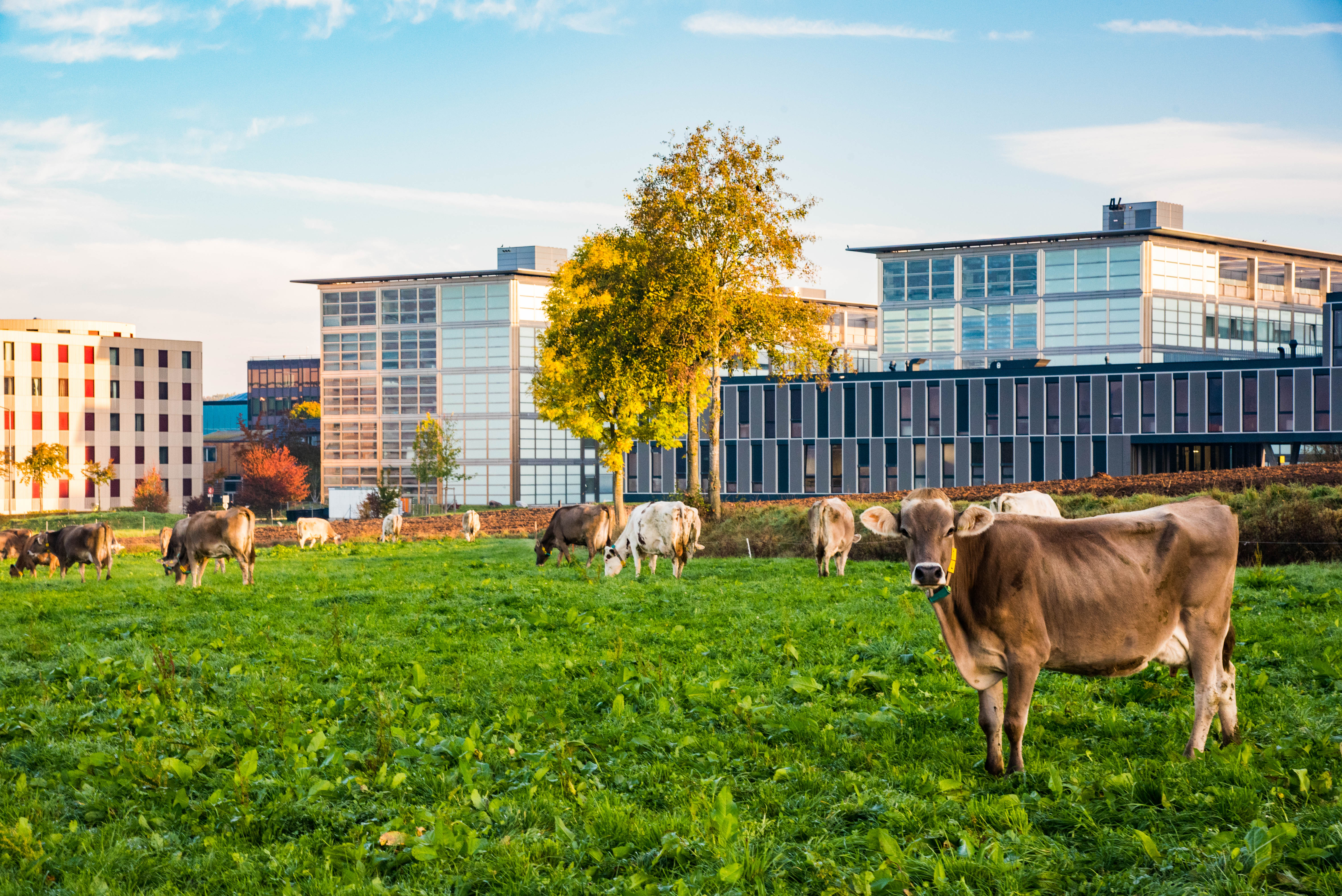
Hönggerberg Campus
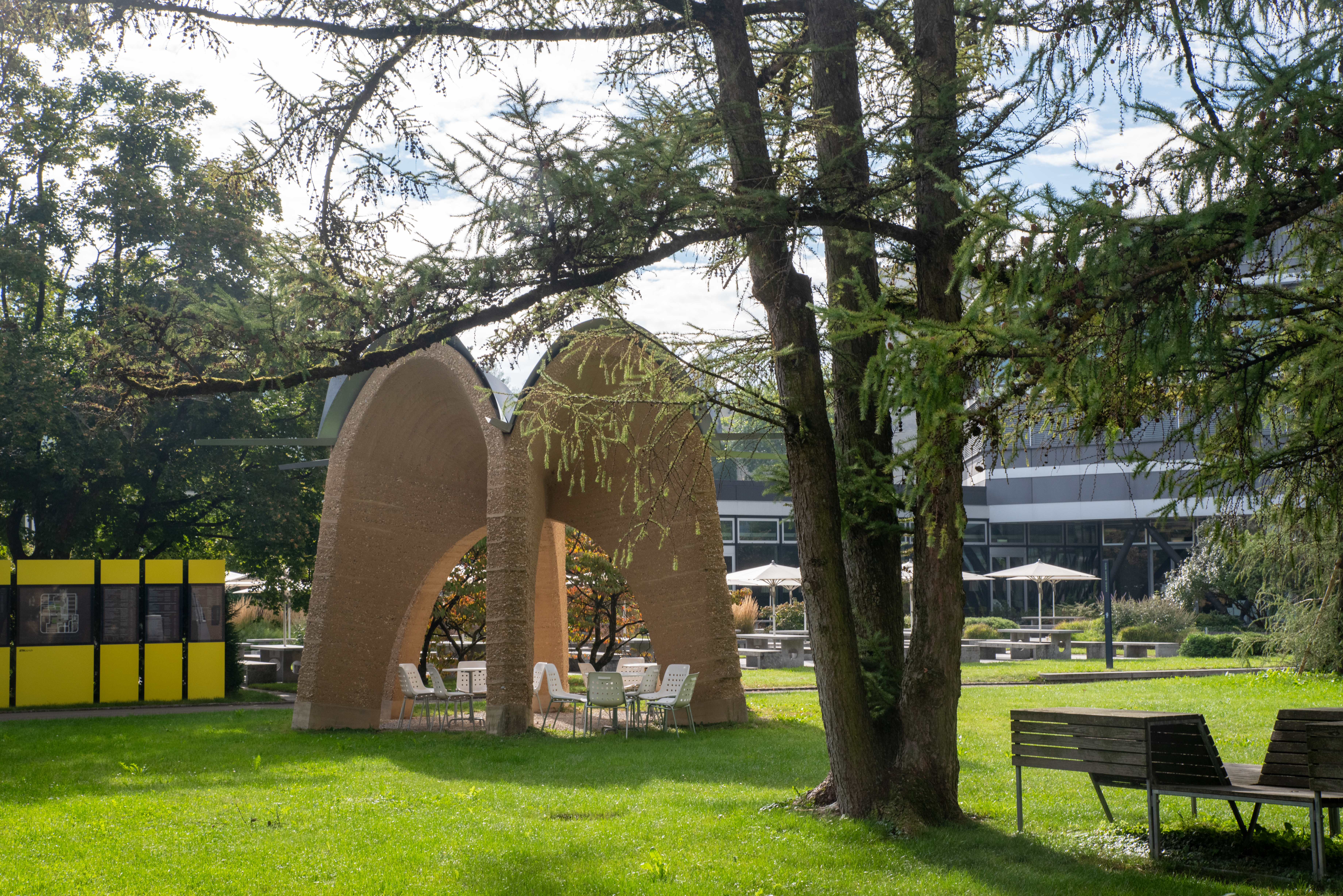
Studentenaufenthaltsbereich am Hönggerberg

#### Ausbau im 21. Jahrhundert
Derzeit wird der Standort Hönggerberg im Rahmen des Projektes Science City weiter ausgebaut. Die Idee ist es, einen Hochschul-Campus zu bilden, bei dem Forschen und Wohnen auf demselben Areal stattfinden, der aber auch offen ist für die Öffentlichkeit. 2008 wurden das Information Science Lab sowie das Sport Center fertiggestellt, das im Mai 2009 eröffnet wurde. Von 2013 bis 2016 wurden Studierendenwohnungen gebaut. Diese umfassen insgesamt 63 Wohngemeinschaften mit 485 Zimmern sowie 12 Studios. Im selben Zuge wurde von der Luzerner Pensionskasse in Zusammenarbeit mit Losinger Marazzi AG das Projekt livingscience realisiert. Dies stellt 404 Studierendenzimmer in Einer-, Zweier- oder Sechser-Wohngemeinschaften zur Verfügung. Geplant wurden zudem ein Zeichensaal, von Studierenden nutzbare Gemeinschaftsräume, eine Kinderkrippe sowie dem studentischen Wohnen dienende Ergänzungsräume. Geplant sind zudem noch der Bau einer Life Science Platform sowie die Erstellung eines Akademischen Gästehauses als Aufstockung des bisher 14-stöckigen Physikturms.
Das Information Science Lab wurde mit 23 Millionen Franken von dem Unternehmer Branco Weiss unterstützt, und die Zürcher Kantonalbank steuerte 12 Millionen Franken zum Sport Center bei. Im Dezember 2006 stimmte der Zürcher Gemeinderat dem Masterplan für die weiteren baulichen Entwicklungsschritte von Science City fast einstimmig zu. Die Sonderbauvorschriften traten im Herbst 2007 in Kraft.
Gemäss dem im Mai 2018 veröffentlichten Masterplan Campus Hönggerberg 2040 sollen unter anderem zwei neue Hochhäuser gebaut werden. Energiepolitisch hat sich Science City das Ziel gesteckt, ihren CO2-Ausstoss gemäss den Richtlinien des Kyoto-Protokolls zu reduzieren, um in Science City die Idee der 2000-Watt-Gesellschaft zu realisieren.

#### Verkehrsanbindung
Bei der Planung des Standorts in den 1960er Jahren wurde einer Anbindung an den öffentlichen Verkehr keine grosse Beachtung geschenkt, dafür wurden die Gebäude mit grossen Tiefgaragen für den motorisierten Individualverkehr versehen.
Die ETH Hönggerberg lässt sich mit den VBZ-Buslinien 37, 69 und 80 erreichen, zudem verkehren ETH-eigene Shuttle-Busse auf zwei Linien, die den Campus Hönggerberg mit dem Hauptgebäude und dem Zürcher Hauptbahnhof verbinden. Die Fahrzeit mit den den ETH-Angehörigen vorbehaltenen Shuttle-Bussen beträgt auf beiden Linien ca. 15 Minuten, mit den regulären Verbindungen vom Hauptbahnhof zum Campus zirka 25 Minuten.
Die Busverbindungen bilden seit längerem einen Kapazitätsengpass während der Stosszeiten, was schon mehrfach zu Beanstandungen führte. Sie sollen verbessert werden, indem die Autobuslinien 69 ETH Hönggerberg–Bucheggplatz–Milchbuck und 80 Bahnhof Oerlikon–Triemlispital auf Batterietrolleybusse umgestellt werden. Die Fahrzeuge werden auf einer Teilstrecke unter der Fahrleitung verkehren und auf dem Rest im Batteriebetrieb. Das Konzept ermöglicht den Einsatz von Doppelgelenktrolleybussen und soll für die Linie 69 ab Anfang 2024 und die Linie 80 ab Mitte 2025 umgesetzt sein.
Im kantonalen Richtplan ist eine Tramstrecke Bucheggplatz–ETH Hönggerberg enthalten, eine Umsetzung ist aber wegen mangelnder ganztägiger Nachfrage nicht dringend.
Im Herbst 2014 wurde die Erschliessung der ETH Hönggerberg über einen S-Bahn-Tunnelbahnhof vorgeschlagen. Die Streckenführung würde beim Südportal des Käferbergtunnels von der Strecke Zürich–Oerlikon abzweigen und weiter nach Regensdorf führen. Die 4,25 km lange Strecke würde bei Aspholz in der Nähe des Katzensees in die bestehende Furttallinie einmünden. Ihr Kernstück wäre ein 3,5 km langer Tunnel.
Damit liesse sich die Fahrzeit vom Hauptbahnhof Zürich zur ETH Hönggerberg von 25 auf 6 Minuten reduzieren. Der Regierungsrat lehnte 2015 die Weiterbearbeitung des Projektes ab, wegen zu hoher Kosten und nicht vorhandener Nachfrage für die Verbindung nach Regensdorf. Ein überarbeitetes Projekt schlägt eine Ringlinie vor, die unter der Nutzung des SZU-Tiefbahnhofs im Zürcher Hauptbahnhof neben der ETH Hönggerberg auch die UNI Irchel, den Zoo und den alten Standort der ETH im Zentrum einbinden soll. Die Verbindung nach Regensdorf ist im Projekt weiterhin enthalten.

## Organisation
Es entstehen jährlich über 800 Dissertationen und es werden über 2000 (Master-)Diplome verliehen.
Begonnen hat die ETH mit 68 Studierenden im Jahr 1855, seither hat sich ihre Zahl stetig vermehrt. Seit 1968 hat die Zahl der weiblichen Studierenden stark zugenommen und betrug im Herbstsemester 2017 31,8 %. 2017 gab es 23 Bachelor-Studiengänge mit 9200 Studierenden, 43 Master-Studiengänge mit 6100 Studierenden, und es waren 4100 Doktorierende eingeschrieben.
Im Juli 2015 gab die Rektorin Springman bekannt, dass die Aufnahmefähigkeit der ETH bei 20'000 Studierenden liege, sodass man den Zuwachs der aktuell bei 18'600 liegenden Studierendenanzahl begrenzen müsse. Springman zufolge gebe es genügend gute Schweizer Studierende, sodass die Hochschule nicht auf ausländische angewiesen sei.

### Schulleitung
Die Schulleitung organisiert Leitung, Aufbau und Organisatorisches der ETH Zürich.
- Präsident: Joël Mesot
- Rektor: Günther Dissertori
- Vizepräsident für Forschung und Wirtschaftsbeziehungen: Christian Wolfrum
- Vizepräsident für Finanzen und Controlling: Stefan Spiegel
- Vizepräsidentin für Wissenstransfer und Wirtschaftsbeziehungen: Vanessa Wood
- Vizepräsident Infrastruktur: Ulrich Alois Weidmann
- Vizepräsidentin für Personalentwicklung und Leadership: Julia Dannath-Schuh

### Departemente
Es gibt 16 Departemente; das jüngste, Gesundheitswissenschaften und Technologie (D-HEST), wurde 2012 durch die Zusammenführung der Bewegungswissenschaften, Biomechanik, Lebensmittelwissenschaften und Neurowissenschaften etabliert. Seit Herbst 2017 bietet das Departement auch einen Bachelor-Studiengang in Humanmedizin an.
Für die Jahre 2019 bis 2025 haben sich alle Departemente und Zentralen Organe dazu verpflichtet, die durch Flugreisen von Mitarbeitenden verursachte CO2-Emission im Mittel um 11 Prozent zu reduzieren.
| Bereich                                                    | Studiengang                                      | Kürzel, Name und Webseite des Departements                                              |
| ---------------------------------------------------------- | ------------------------------------------------ | --------------------------------------------------------------------------------------- |
| Architektur, Landschaftsarchitektur, Bauwesen und Geomatik | Architektur, Landschaftsarchitektur              | D-ARCH Architektur, Landschaftsarchitektur ETH-Studio Basel Contemporary City Institute |
| Architektur, Landschaftsarchitektur, Bauwesen und Geomatik | Bauingenieurwissenschaften                       | D-BAUG Bau, Umwelt und Geomatik                                                         |
| Architektur, Landschaftsarchitektur, Bauwesen und Geomatik | Raumbezogene Ingenieurwissenschaften             | D-BAUG Bau, Umwelt und Geomatik                                                         |
| Architektur, Landschaftsarchitektur, Bauwesen und Geomatik | Umweltingenieurwissenschaften                    | D-BAUG Bau, Umwelt und Geomatik                                                         |
| Ingenieurwissenschaften                                    | Elektrotechnik und Informationstechnologie       | D-ITET Informationstechnologie und Elektrotechnik                                       |
| Ingenieurwissenschaften                                    | Computational Biology und Bioinformatik          | D-BSSE Biosysteme                                                                       |
| Ingenieurwissenschaften                                    | Biotechnologie                                   | D-BSSE Biosysteme                                                                       |
| Ingenieurwissenschaften                                    | Informatik                                       | D-INFK Informatik                                                                       |
| Ingenieurwissenschaften                                    | Materialwissenschaft                             | D-MATL Materialwissenschaft                                                             |
| Ingenieurwissenschaften                                    | Maschineningenieurwissenschaften                 | D-MAVT Maschinenbau und Verfahrenstechnik                                               |
| Naturwissenschaften und Mathematik                         | Biologie                                         | D-BIOL Biologie                                                                         |
| Naturwissenschaften und Mathematik                         | Chemie                                           | D-CHAB Chemie und Angewandte Biowissenschaften                                          |
| Naturwissenschaften und Mathematik                         | Chemieingenieurwissenschaften                    | D-CHAB Chemie und Angewandte Biowissenschaften                                          |
| Naturwissenschaften und Mathematik                         | Interdisziplinäre Naturwissenschaften            | D-CHAB Chemie und Angewandte Biowissenschaften                                          |
| Naturwissenschaften und Mathematik                         | Pharmazeutischen Wissenschaften                  | D-CHAB Chemie und Angewandte Biowissenschaften                                          |
| Naturwissenschaften und Mathematik                         | Mathematik                                       | D-MATH Mathematik                                                                       |
| Naturwissenschaften und Mathematik                         | Rechnergestützte Wissenschaften                  | D-MATH Mathematik                                                                       |
| Naturwissenschaften und Mathematik                         | Physik                                           | D-PHYS Physik                                                                           |
| Systemorientierte Wissenschaften                           |                                                  |                                                                                         |
| Gesundheitswissenschaften und Technologie                  | D-HEST Gesundheitswissenschaften und Technologie |                                                                                         |
| Humanmedizin                                               | D-HEST Gesundheitswissenschaften und Technologie |                                                                                         |
| Lebensmittelwissenschaften                                 | D-HEST Gesundheitswissenschaften und Technologie |                                                                                         |
| Agrarwissenschaft                                          | D-USYS Umweltsystemwissenschaften                |                                                                                         |
| Umweltnaturwissenschaften                                  | D-USYS Umweltsystemwissenschaften                |                                                                                         |
| Erd- und Klimawissenschaften                               | D-EAPS Erd- und Planetenwissenschaften           |                                                                                         |
| Management und Sozialwissenschaften                        | Staatswissenschaften (Berufsoffizier)            | D-GESS Geistes-, Sozial- und Staatswissenschaften                                       |

Dazu kommt noch das Departement Management, Technologie und Ökonomie (D-MTEC), verantwortlich für einen Master-Studiengang, einige Weiterbildungs-Studiengänge (Master of Advanced Studies) und Doktorate.
Verschiedene Abteilungen unterstützen die Schulleitung und die Departemente. Als Teil der ETH-Bibliothek enthält das Hochschularchiv der ETH Zürich Dokumente zur Geschichte der ETH Zürich. Dieses dient der wissenschafts- und technikgeschichtlichen Forschung. Es enthält Nachlässe und Autographen vieler namhafter Wissenschaftler und Nobelpreisträger.

### Forschungszentren (Auswahl)
Die ETH Zürich betreibt verschiedene thematisch spezialisierte Forschungszentren. Diese sind häufig interdisziplinär organisiert.

#### Swiss National Supercomputing Centre (CSCS)
Das Swiss National Supercomputing Centre (italienisch: Centro svizzero di calcolo scientifico CSCS) ist das nationale Hochleistungsrechenzentrum der Schweiz. Es wurde 1991 in Manno TI gegründet und zog 2012 nach Lugano-Cornaredo. Das Center führt Hochleistungsrechendienste für in der Schweiz ansässige Wissenschaftler durch. Im Jahr 2024 wurde dort der Alps-Supercomputer, der zu den grössten akademischen Supercomputern der Welt zählt, in Betrieb genommen.
Das Rechenzentrum ist eine autonome Einheit der ETH Zürich und arbeitet eng mit der Universität der italienischen Schweiz (USI) zusammen.

#### ETH AI Center
Im Oktober 2020 hat die ETH ihr neues AI Center eröffnet. Zunächst befand es sich im Hauptgebäude des Informatik-Departements. In der ersten Jahreshälfte 2023 konnte das AI Center im Andreasturm beim Bahnhof Zürich-Oerlikon (OAT-Gebäude) Räumlichkeiten (Büros, Laborräume etc.) beziehen.
Seitdem hat sich das Zentrum – mit über 100 beteiligten Professorinnen und Professoren aus allen 16 ETH-Departementen – zu einem der grössten interdisziplinären KI-Forschungs-Hubs in Europa entwickelt. Die Erkenntnisse, die im AI Center gewonnen werden, sollen nicht in der Forschung bleiben, sondern u. a. mit Start-ups in die Wirtschaft einfliessen.

### ETH-Bereich
Die ETH Zürich ist eingebunden in den ETH-Bereich, der die Technische Hochschule in Zürich und diejenige in Lausanne, die École polytechnique fédérale de Lausanne (EPFL) sowie vier weitere Forschungsanstalten umfasst: Paul Scherrer Institut (PSI), Eidgenössische Forschungsanstalt für Wald, Schnee und Landschaft (WSL), Eidgenössische Materialprüfungs- und Forschungsanstalt (Empa) und Eidgenössische Anstalt für Wasserversorgung, Abwasserreinigung und Gewässerschutz (Eawag).

### Hochschulgruppen und Kommissionen
Die folgenden vier Hochschulgruppen bilden ein paritätisch zusammengesetztes Organ von gewählten Vertreterinnen und Vertretern in der Hochschulversammlung. Daneben haben Delegierte aus diesen Hochschulgruppen auch Einsitz in diversen anderen Hochschulgremien.
- Konferenz des Lehrkörpers (KdL): Die KdL berät die Schulleitung in allen Fragen, welche die Mitglieder des Lehrkörpers gesamthaft betreffen, und wahrt deren Interessen
- Akademische Vereinigung des Mittelbaus an der ETH Zürich (AVETH): Vertritt Doktoranden, Postdocs und das wissenschaftliche Personal (ausser Professorinnen und Professoren).
- Verband der Studierenden an der ETH (VSETH): Der VSETH wurde 1865 als Reaktion auf die als repressiv empfundene Situation am damaligen eidgenössischen Polytechnikum gegründet. Heute ist der VSETH neben seiner Funktion als Standesvertretung der Studierenden in zahlreichen Kommissionen auch der Organisator diverser Events, z. B. dem Erstsemestrigenfest.
- Personalkommission (PeKo): Vertritt das administrative und technische Personal. Die Peko wurde als «Personalausschuss» 1971 gegründet[43] und 2002 in Personalkommission umbenannt. Zu den wichtigsten Errungenschaften ihrer Geschichte gehört, dass Arbeitsverträge auf Infrastrukturstellen seit 2011 grundsätzlich unbefristet sind.[44]

## Studiumsdaten

Entwicklung der Anzahl Studierender an der ETH Zürich zwischen 1855 und 2023

### Zulassung
Die Zulassung erfolgt mit einer schweizerischen Maturität ohne weitere Bedingungen. Ausländische Studierende müssen abhängig von ihrem Schulabschluss eine Aufnahmeprüfung ablegen oder werden direkt aufgenommen.

### Semestergebühren
Die ETH Zürich kennt ab Herbstsemester 2025 zwei Gebühren: 730 und 2190 Franken (CHF) pro Semester.
Schweizer Studierende (Schweizer Pass)
unabhängig, wo wohnhaft
Studiengebühr: 730 Franken pro Semester

Dasselbe gilt für Studierende aus Liechtenstein
Ausländische Studierende (ohne Schweizer Pass)
Studierende, die zum Zweck ihres Studiums in die Schweiz ziehen
Studiengebühr: 2190 Franken pro Semester

Ausnahmen (Studiengebühr 730 Franken pro Semester):
- Studierende (unabhängig von ihrer Nationalität), die zum Zeitpunkt des Erwerbs ihres Hochschulzugangszeugnisses (z. B. Matura) in der Schweiz oder Liechtenstein gewohnt haben.
- Berechtigte Studierende mit EU/EFTA-Staatsbürgerschaft, die bereits vor Studienbeginn über eine entsprechende gültige Schweizer Niederlassungs- resp. Aufenthaltsbewilligung verfügen.
EU/EFTA-Staatsbürger, die beim Erwerb von Matura/Abitur nicht in der Schweiz bzw. Liechtenstein lebten resp. keinen Schweizer Aufenthaltsstatus haben, zahlen folglich 2190 Franken pro Semester.
Ausländische Studierende, die weder Schweizer noch EU/EFTA-Staatsbürger sind, zahlen immer 2190 Franken pro Semester, ausser sie waren beim Erwerb von Matura/Abitur in der Schweiz bzw. Liechtenstein wohnhaft.
Für alle Studierenden fällt zusätzlich zu den Studiengebühren eine weitere Semestergebühr von 74 Franken an. In den Gebühren nicht eingeschlossen sind zusätzliche Auslagen wie für Bücher, Praktika, Exkursionen etc. Für finanziell benachteiligte Studierende stehen Stipendien zur Verfügung.

### Studienangebot
An der ETH werden hauptsächlich naturwissenschaftliche und technische Fächer gelehrt. Die ETH kennt keine Nebenfächer, in allen Studiengängen sind jedoch Lehrveranstaltungen im Bereich der Geistes-, Sozial- und Staatswissenschaften (GESS) obligatorisch zu absolvieren.
Der Akademische Sportverband Zürich (ASVZ) bietet ein breites Hochschulsportangebot mit über 120 Sportarten an, von Aerobic über Kletterkurse bis zu Yoga. Die wichtigsten Sportanlässe sind dabei die SOLA-Stafette, die über eine Distanz von 120 Kilometern im Grossraum Zürich durchgeführt wird, sowie die jährliche UNI-POLY Ruderregatta zwischen der ETH und der Universität Zürich, die 2019 zum 67. Mal ausgetragen wurde. Die ETH führt bei den Herren mit 39 zu 26. Zweimal musste das Rennen abgebrochen werden.
An der ETH Zürich ist ebenfalls der akademische Teil der Militärakademie der Schweizer Armee beheimatet. Im Rahmen ihrer Ausbildung besuchen angehende Berufsoffiziere den eigens dafür konzipierten Studiengang Staatswissenschaften.
Um Spionage zu verhindern, müssen Bewerber für ein Masterstudium oder um eine Doktorandenstelle aus 23 autoritär regierten Staaten, darunter China und Russland, seit 2024 eine mehrstufige Sicherheitsüberprüfung durchlaufen.

### Besondere Einrichtungen

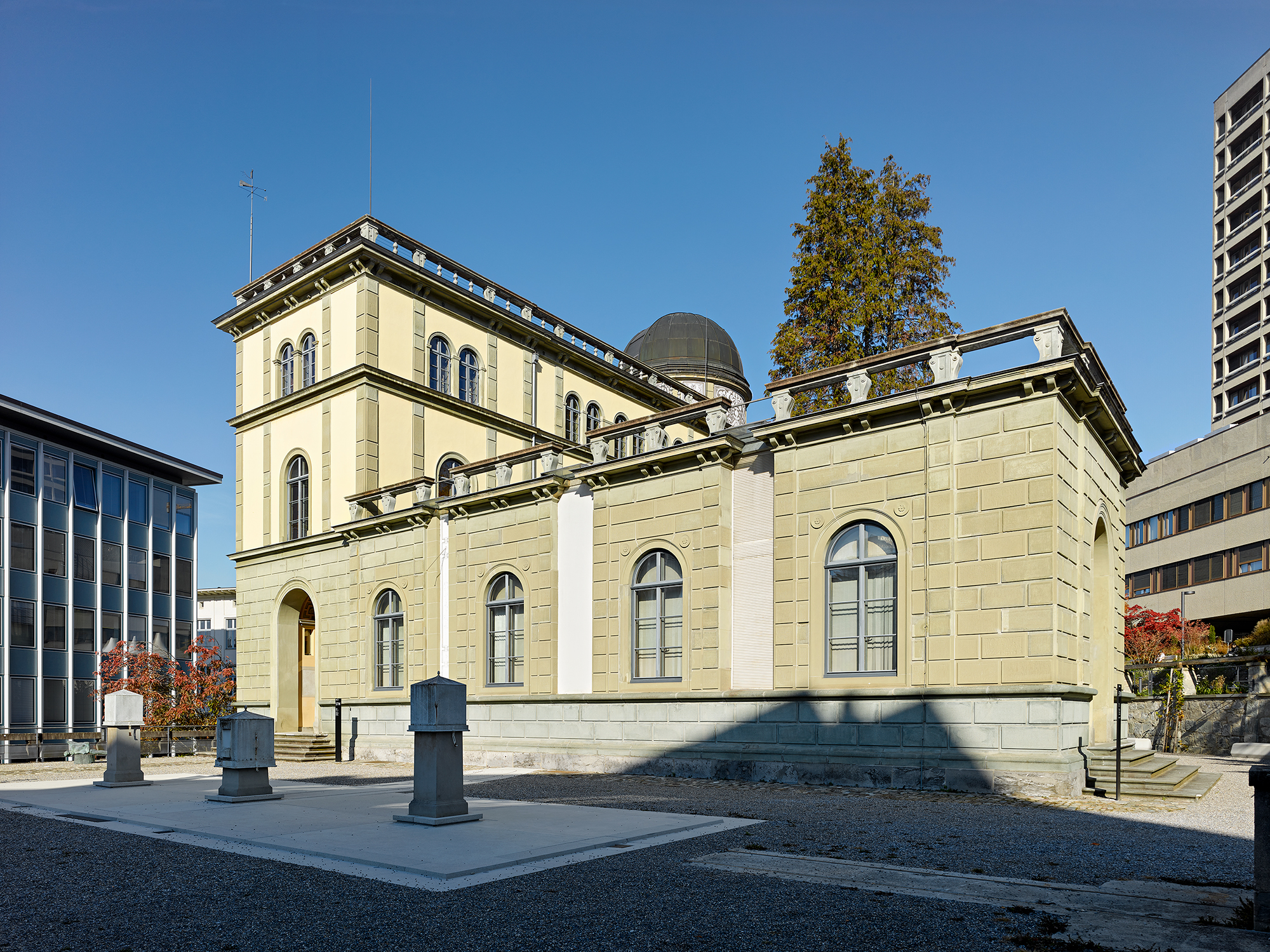
Collegium Helveticum in der alten Semper-Sternwarte

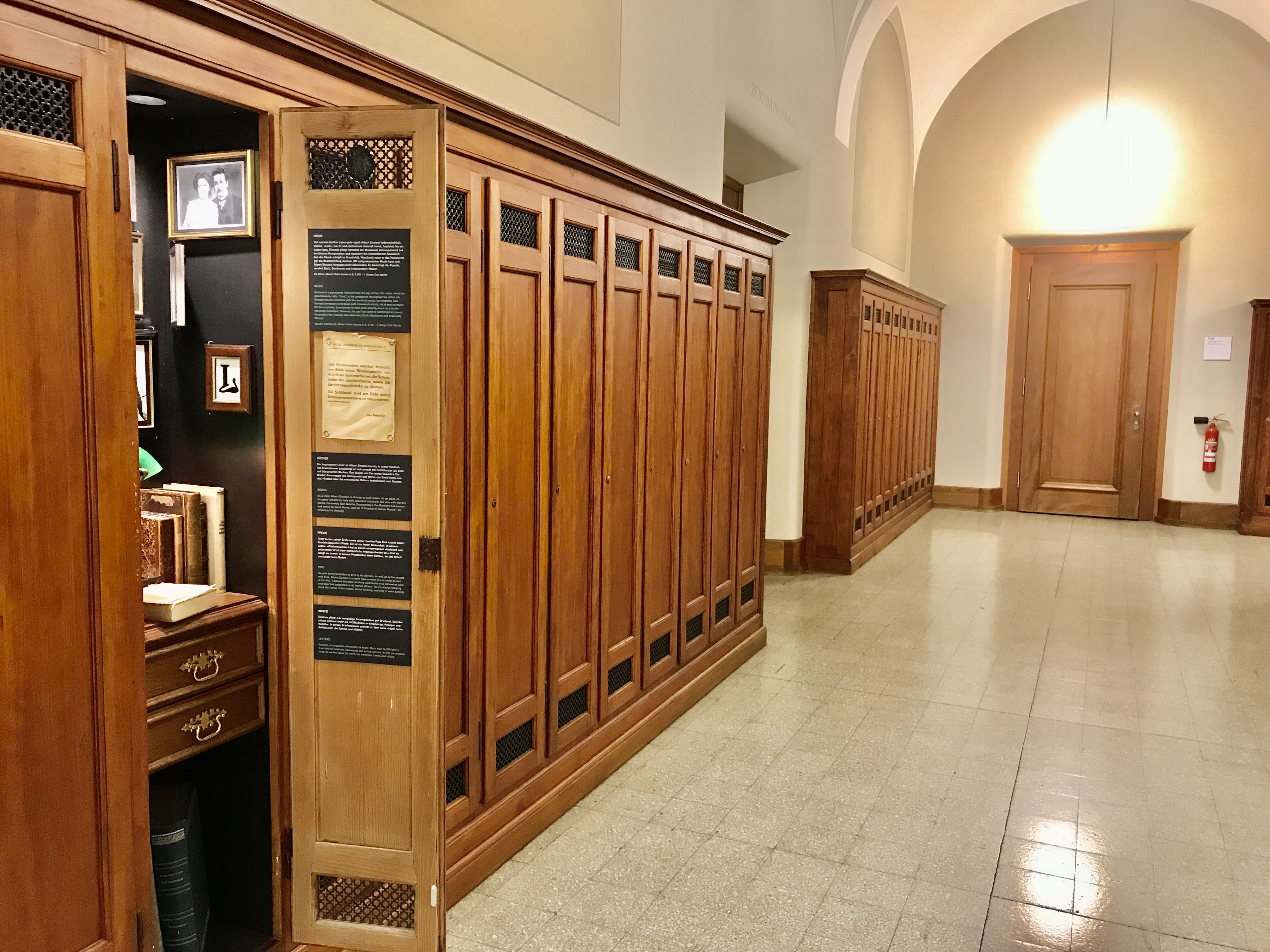
Albert Einsteins Spind im ETH-Hauptgebäude

- Zur ETH gehören unter anderem die ETH-Bibliothek, die mit ihren beinahe 7 Millionen Objekten zugleich die grösste Bibliothek der Schweiz ist. Das Collegium Helveticum ist eine gemeinsame Einrichtung von Universität und ETH Zürich sowie der Zürcher Hochschule der Künste. Es beherbergt unter anderem das Ludwik-Fleck-Zentrum, welches den wissenschaftlichen Nachlass des polnischen Wissenschaftlers beherbergt. Ausserdem existiert eine Graphische Sammlung der ETH, welche mehrmals jährlich Ausstellungen zu verschiedenen Themen durchführt.
- Auch an der ETH angesiedelt ist das CSCS (Swiss National Supercomputing Centre),[49] welches ein breites Spektrum an Anwendungsgebieten unterstützt und auch Aufträge vom CERN erhält.
- Die ETH Zürich Foundation[50] soll als Brückenbauer zwischen der ETH Zürich und Unternehmen, Stiftungen, Organisationen sowie Privatpersonen dienen und die ETH Zürich in ihren strategischen Anstrengungen voranbringen und damit ihre weltweite Spitzenposition sichern. Als eine führende Technologiestiftung der Schweiz unterstützt die ETH Zürich Foundation gezielt die ETH Zürich bei der Erreichung ihrer Ziele in Lehre und Forschung. Für die Partner wird der Zugang zu Kollaborationen und Programmen mit der Hochschule ermöglicht.
- ETH juniors[51] ist eine studentische Unternehmung an der ETH Zürich, die 1997 gegründet wurde. Einerseits betreibt ETH juniors Projektberatung mit Studierenden, andererseits vermittelt die Organisation Kontakte zwischen Firmen und Studierenden (im Rahmen des Campus Interview).[52] Das Unternehmen sieht sich selbst als Brücke zwischen Hochschule und Berufsalltag. ETH juniors ist rechtlich wie finanziell unabhängig von der ETH Zürich und wird ausschliesslich von Studierenden betrieben.
- Das Student Project House (SPH)[53] ist eine Initiative der ETH Zürich, die 2021 ins Leben gerufen wurde.[54] Es bietet Studierenden der ETH Zürich eine Plattform für den Ideenaustausch sowie Unterstützung bei der Umsetzung eigener Projekte. Dies geschieht durch die Bereitstellung von Coaching Angeboten, Arbeitsplätzen und einem Makerspace.
- Im ETH-Hauptgebäude, Stockwerk F, kann der ehemalige Spind von Albert Einstein besichtigt werden. Der schmale Schrank wurde 2018 als Mini-Museum eingerichtet und gibt durch Texte, Bilder und Musik einen kleinen Einblick in sein Leben.[55]

### Studierendenorganisationen
Die Studierenden sind im Verband der Studierenden an der ETH (VSETH) organisiert. Dieser Verein nach schweizerischem Recht vertritt durch einen Rahmenvertrag die Studierenden innerhalb und ausserhalb der Hochschule und vereinigt in sich auch studienfachspezifische Fachvereine, die ein breites Angebot an Veranstaltungen und Dienstleistungen für Studierende anbieten.
Die Doktorierenden sind in der Vereinigung der Assistenten, Wissenschaftlichen Mitarbeiter und Doktoranden der ETH Zürich (AVETH) organisiert.

### Hochschulnetzwerke
Die ETH arbeitet in verschiedenen Verbünden mit anderen Hochschulen zusammen. Sie ist Gründungsmitglied der IDEA League, einer strategischen Allianz aus fünf führenden technischen Universitäten in Europa. Sie ist auch Mitglied im Netzwerk Top Industrial Managers for Europe, einem Zusammenschluss von 51 technisch orientierten Universitäten, das Austauschprogramme fördert und den Studierenden Doppeldiplome ermöglicht. 2006 gründete sie zudem mit neun weltweit führenden Forschungsuniversitäten die International Alliance of Research Universities. Seit November 2022 ist die ETH Zürich ein Mitglied der ENHANCE-Alliance, die im Rahmen Initiative «Europäische Hochschulen» gegründet wurde.

### Förderung durch die EU
Die ETH hat 84 ERC-Grants für Grundlagenforschung auf höchstem Niveau eingeworben, 586 Millionen Franken aus dem 7. Forschungsrahmenprogramm der EU flossen an den Forschungsstandort Zürich.
Nachdem die Schweizer Regierung in Umsetzung der Volksinitiative «Gegen Masseneinwanderung» das bereits ausgehandelte Personenfreizügigkeitsabkommen mit Kroatien nicht unterzeichnet hatte, setzte die EU die Verhandlungen über das 8. Forschungsrahmenprogramm aus.
Der ehemalige ETH-Präsident Ralph Eichler sagte, wenn die Schweiz nicht mehr an den EU-Forschungsrahmenprogrammen teilnehmen könne, sei das, «wie wenn der FC Basel nicht mehr in der Champions League spielen könnte».

### Rankings
Die ETH Zürich ist die beste der zwölf Universitäten in der Schweiz. Ebenso ist sie in Kontinentaleuropa die Nummer eins aller Hochschulen. Weltweit zählt die ETH zu den besten Universitäten, wie verschiedene Rankings belegen. Vor ihr liegen nur Hochschulen aus den Vereinigten Staaten und Grossbritannien (Angaben: Stand Juni 2025).

#### Rankings weltweit
- QS World University Rankings: Platz 7[60]
- Times Higher Education World University Ranking (THE): Platz 11[61]
- Academic Ranking of World Universities (Shanghai Ranking): Platz 21[62]
- QS Sustainability Ranking (Nachhaltigkeit): Platz 2[63]
- QS Graduate Employability Rankings (Beschäftigungsfähigkeit): Platz 17[64]

#### Rankings Fachbereiche weltweit (Auswahl)
- Informatik (Computer Science):
  - QS World University Rankings: Platz 10[65]
  - Times Higher Education World University Ranking (THE): Platz 4[66]
- Ingenieur- und Technikwissenschaften (Engineering & Technology): Platz 5[67]
- Mathematik: Platz 8[68]
- Naturwissenschaften (Natural Sciences): Platz 6[69]
- Physik und Astronomie: Platz 8[70]

## Spin-offs / Start-ups
Die ETH Zürich hat seit 1973 über 600 Spin-offs hervorgebracht, von denen rund 93 % noch aktiv sind (Stand 1. Januar 2025). Firmengründungen aus der ETH heraus sind eine direkte und effektive Form des Technologie- und Wissenstransfers und stärken die Innovationsfähigkeit der Schweizer Volkswirtschaft.
Spin-offs ETH (Auswahl)
- Anybotics (2016): Roboter für industrielle Inspektionen
- Beekeeper (2012): Kommunikationsplattform für Unternehmen
- Bright Peak Therapeutics (2017): Biotechnologische Immuntherapien
- Climeworks (2009): Unternehmen in der Direktluftabscheidung von CO2
- Get your Guide (2008): Online-Plattform für Reise- und Freizeiterlebnisse
- Scandit (2009): Software für Barcode-Scanning, Augmented Reality etc.

Die ETH bietet mit Programmen wie dem Pioneer Fellowship, dem Student Project House und dem ETH Entrepreneur Club ein starkes Ökosystem und Netzwerk für (zukünftige) Gründerinnen und Gründer von Start-up-Unternehmen.

## Präsidenten
- 1905 bis 1909 Jérôme Franel
- 1949 bis 1965 Hans Pallmann
- 1968 bis 1973 Hans H. Hauri
- 1973 bis 1987 Heinrich Ursprung
- 1987 bis 1990 Hans Bühlmann
- 1990 bis 1997 Jakob Nüesch
- 1997 bis 2005 Olaf Kübler
- 2005 bis 2006 Ernst Hafen
- 2006 in Vertretung Konrad Osterwalder
- 2007 bis 2015 Ralph Eichler
- 2015 bis 2018 Lino Guzzella
- seit 2019 Joël Mesot

## Rektoren
- 1983 bis 1995 Hans von Gunten
- 1995 bis 2007 Konrad Osterwalder
- 2007 bis 2012 Heidi Wunderli-Allenspach
- 2012 bis 2014 Lino Guzella
- 2015 bis 2022 Sarah Springmann
- seit 2022 Günther Dissertori[75]

## Persönlichkeiten

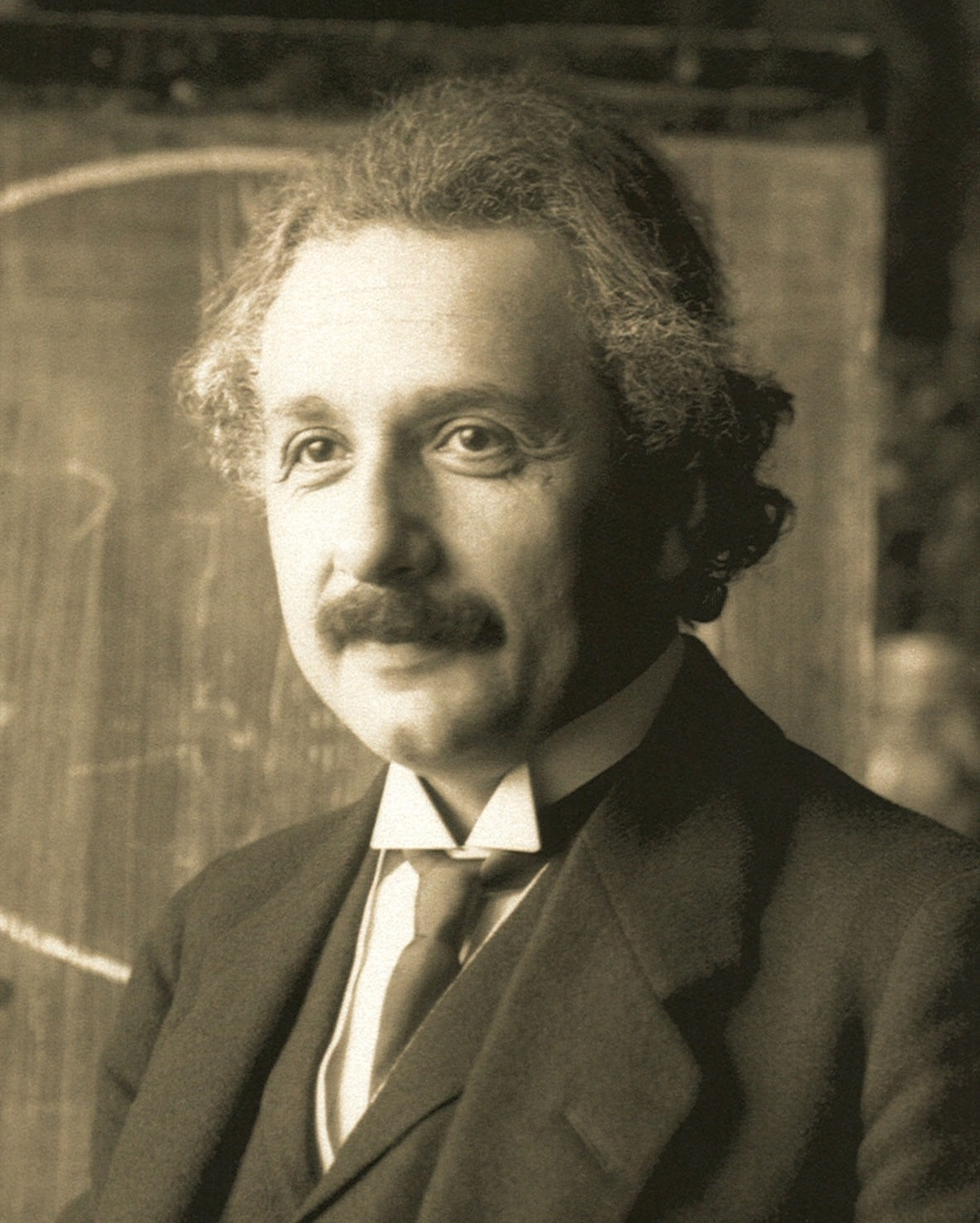
Albert Einstein, 1921, Fotografie von Ferdinand Schmutzer

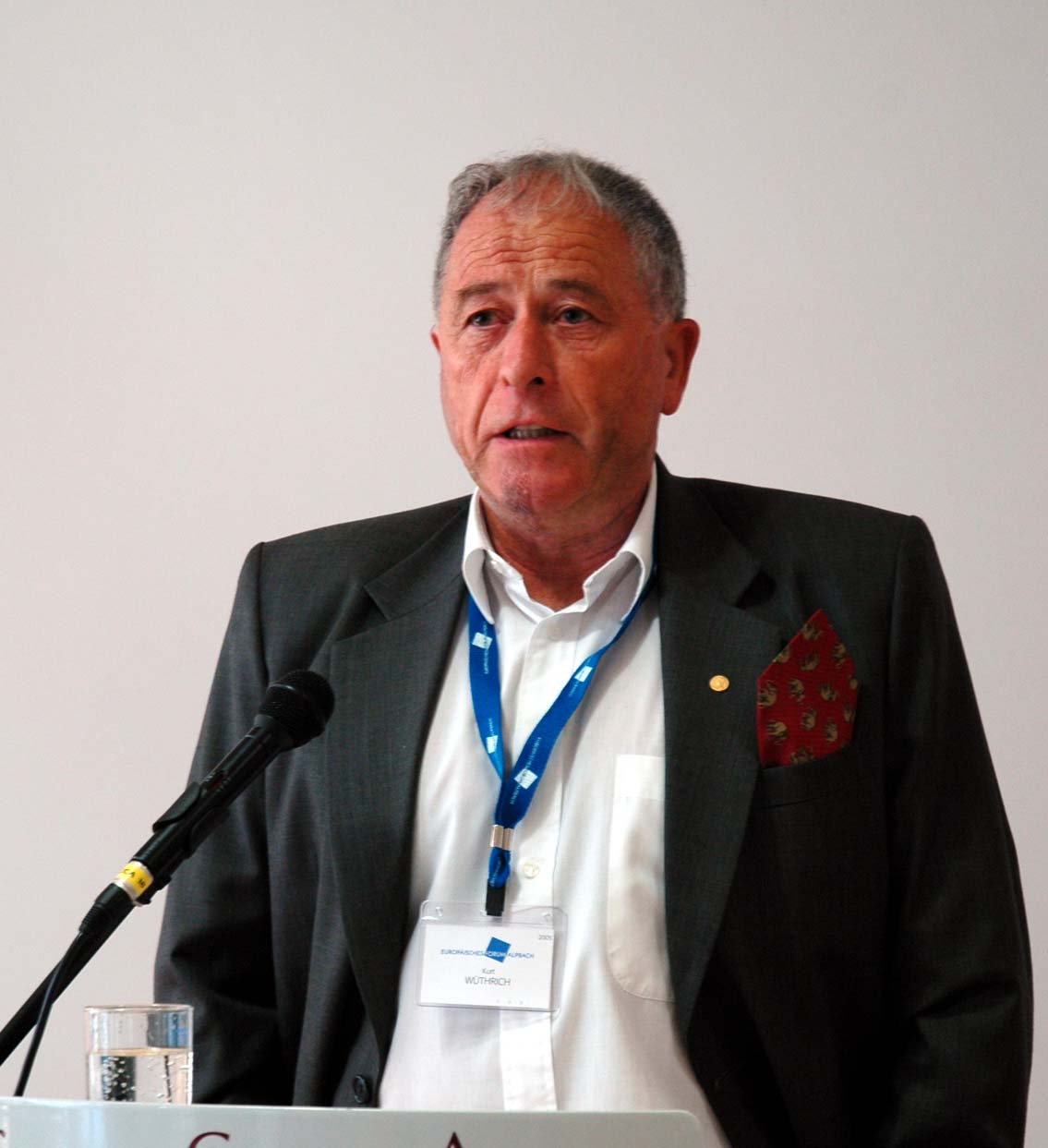
Kurt Wüthrich im September 2005

Zahlreiche berühmte Ingenieure und Wissenschaftler haben an der ETH Zürich gelehrt oder studiert. So stehen nach offiziellen Angaben der ETH 22 Nobelpreisträger mit der Hochschule in Verbindung:
- Werner Arber (* 1929), Nobelpreis für Medizin 1978, studierte 1949–1953 an der ETH
- Georg Bednorz (* 1950), Nobelpreis für Physik 1987, promovierte an der ETH
- Felix Bloch (1905–1983), Nobelpreis für Physik 1952, studierte 1924–1927 an der ETH
- Peter Debye (1884–1966), Nobelpreis für Chemie 1936, war 1920–1927 Ordinarius für Physik
- Albert Einstein (1879–1955), Nobelpreis für Physik 1921, studierte 1896–1900 an der ETH, war 1912–1914 Ordinarius für theoretische Physik
- Richard R. Ernst (1933–2021), Nobelpreis für Chemie 1991, war 1976–1998 Ordinarius für physikalische Chemie
- Charles Édouard Guillaume (1861–1938), Nobelpreis für Physik 1920, studierte und promovierte an der ETH
- Fritz Haber (1868–1934), Nobelpreis für Chemie 1918, war Assistent bei ETH-Professor Georg Lunge
- Richard Kuhn (1900–1967), Nobelpreis für Chemie 1938, war 1926–1929 Ordinarius für allgemeine und analytische Chemie
- Karl Alexander Müller (1927–2023), Nobelpreis für Physik 1987, studierte und promovierte 1946–1958 an der ETH
- Wolfgang Pauli (1900–1958), Nobelpreis für Physik 1945, war 1928–1958 Ordinarius für theoretische Physik
- Vladimir Prelog (1906–1998), Nobelpreis für Chemie 1975, war 1950–1976 Ordinarius für organische Chemie
- Tadeus Reichstein (1897–1996), Nobelpreis für Medizin 1950, war 1937–1938 Extraordinarius für spezielle organische und physiologische Chemie
- Heinrich Rohrer (1933–2013), Nobelpreis für Physik 1986, studierte 1951–1955 an der ETH
- Wilhelm Conrad Röntgen (1845–1923), Nobelpreis für Physik 1901, studierte 1865–1868 an der ETH
- Lavoslav Ružička (1887–1976), Nobelpreis für Chemie 1939, war 1929–1957 Ordinarius für allgemeine Chemie
- Hermann Staudinger (1881–1965), Nobelpreis für Chemie 1953, war 1912–1926 Ordinarius für allgemeine Chemie
- Otto Stern (1888–1969), Nobelpreis für Physik 1943, war 1913–1915 Privatdozent für physikalische Chemie
- Hermann Wäffler (1910–2003), Kernphysiker, ETH-Absolvent und ebda. Professor für Experimentalphysik
- Alfred Werner (1866–1919), Nobelpreis für Chemie 1913, war 1892–1893 Privatdozent für Chemie
- Richard Willstätter (1872–1942), Nobelpreis für Chemie 1915, war 1905–1912 Ordinarius für allgemeine Chemie
- Kurt Wüthrich (* 1938), Nobelpreis für Chemie 2002, war 1981–2003 Ordinarius für Biophysik
- Didier Queloz (* 1966), Nobelpreis für Physik 2019, seit 2021 Ordinarius für Physik

Weitere Wissenschaftler mit Auszeichnungen:
- Niklaus Wirth, Entwickler mehrerer Programmiersprachen: Turing Award, die höchste Auszeichnung der Informatik (1984)
- Jacques Herzog und Pierre de Meuron: Pritzker-Preis, renommiertester Architektur-Preis (2001)
- Wendelin Werner und Alessio Figalli: Fields-Medaille, gilt als höchste Auszeichnung der Mathematik

Weitere berühmte Persönlichkeiten in Verbindung mit der ETH Zürich werden in der Liste bekannter Persönlichkeiten der ETH Zürich aufgeführt.